# Restrepo (Meta)
Restrepo è un comune della Colombia facente parte del dipartimento di Meta.
Il centro abitato venne fondato nel 1905, mentre l'istituzione del comune è del 23 settembre 1912.